# SN 2007cm
SN 2007cm – supernowa typu IIn odkryta 24 maja 2007 roku w galaktyce NGC 4644. W momencie odkrycia miała maksymalną jasność 16,10m.